# ريوجي إيزومي
ريوجي إيزومي (باليابانية: 和泉 竜司) (مواليد 6 نوفمبر 1993)، هو لاعب كرة قدم ياباني سابق كان يلعب كلاعب وسط.

## وصلات خارجية
- ريوجي إيزومي على موقع رابطة كرة القدم اليابانية للمحترفين (اليابانية)
- ريوجي إيزومي على موقع إي إس بي إن إف سي (الإنجليزية)
- ريوجي إيزومي على موقع قاعدة بيانات كرة القدم.إي يو (الإنجليزية)
- ريوجي إيزومي على موقع Soccerbase.com (لاعب) (الإنجليزية)
- ريوجي إيزومي على موقع Soccerway.com (الإنجليزية)
- ريوجي إيزومي على موقع عالم كرة القدم.نت (الإنجليزية)